# Гомій (археологічна пам'ятка)
Гомій — літописне місто Чернігівської землі, центр волості «Радимичі». Нині — територія м. Гомель (обласний центр Республіки Білорусь). Уперше Г. згадано в Іпатіївському літописі під 1142 у зв'язку з боротьбою смоленського князя Ростислава Мстиславича і чернігівських Ольговичів. Назва, імовірно, похідна від старослов'янського «гомила», «гомола» — могила, високий пагорб. Пам'ятка знаходиться в центрі сучасного міста, на високому (22 м) мисі правого берега р. Сож (притока Дніпра), в гирлі її притоки — ручаю Гомеюк, і складається з дитинця (1,4 га), окольного граду (бл. 12,5 га) та неукріплених посадів на північ і південь від останнього. Оборонні споруди не збереглися. Виник Г. наприкінці 9 ст. на території селища роменської культури, якому передувало поселення колочинської культури 6–7 ст. Від 1164 — центр удільного князівства. Це сприяло розвиткові міста — тут велося монументальне будівництво. На серед. 13 ст. його загальна площа складала 45–50 га. Близько 1239 місто знищено під час монголо-татарської навали. 1926 археологічні розкопки Г. проводив І.Ющенко, 1975 — М.Ткачов, 1986–88 — О.Макушніков (усього розкрито бл. 2000 м²). Досліджено рештки укріплень, житла і господарські споруди, ремісничі майстерні. Серед останніх — унікальна майстерня зброяра середини 13 ст. Зафіксовано також рештки залізоробного, ковальського, ювелірного, шкірообробного, гончарного, склоробного, косторізного та ін. ремесел.